# Saison 3 de Crazy Ex-Girlfriend
Chronologie
Saison 2 Saison 4
Cet article présente le guide des épisodes de la troisième saison de la série télévisée américaine Crazy Ex-Girlfriend.

## Généralités
- Aux États-Unis, la saison a été diffusée du 13 octobre 2017 au 16 février 2018 sur The CW ;
- Au Canada, elle a été disponible le lendemain sur le site web de Global.
- En France, elle est diffusée depuis le 24 juin 2018 sur Téva.
- Au Québec, elle est disponible intégralement depuis le 13 juillet 2018 sur Club Illico.

## Distribution

### Acteurs principaux
- Rachel Bloom (VF : Victoria Grosbois) : Rebecca Bunch
- Vincent Rodriguez III (VF : Martin Faliu) : Josh Chan, le petit ami d'enfance de Rebecca
- Donna Lynne Champlin (VF : Marion Posta) : Paula Procter, la collègue de Rebecca
- Pete Gardner (en) (VF : Thierry Wermuth) : Darryl Whitefeather, le nouveau patron de Rebecca
- Vella Lovell (VF : Ludivine Maffren) : Heather Davis
- Gabrielle Ruiz (en) (VF : Caroline Pascal) : Valencia Perez
- David Hull : Josh Wilson « White Josh »
- Scott Michael Foster (VF : Valéry Schatz) : Nathaniel Plimpton III

### Acteurs récurrents et invités
- Josh Groban : lui-même[1] (épisode 4)

## Liste des épisodes

### Épisode 1:Ma vengeance sera terrible
- États-Unis : 13 octobre 2017 sur The CW[2]
- France : 24 juin 2018 sur Teva
- Québec : 13 juillet 2018 sur Club Illico

- États-Unis : 620 000 téléspectateurs[3] (première diffusion)

### Épisode 2:Mon bal masqué
- États-Unis : 20 octobre 2017 sur The CW
- France : 24 juin 2018 sur Teva
- Québec : 13 juillet 2018 sur Club Illico

- États-Unis : 600 000 téléspectateurs[4] (première diffusion)

### Épisode 3:Ma contre-attaque
- États-Unis : 27 octobre 2017 sur The CW
- France : 24 juin 2018 sur Teva
- Québec : 13 juillet 2018 sur Club Illico

- États-Unis : 560 000 téléspectateurs[5] (première diffusion)

### Épisode 4:Mon coup de folie
- États-Unis : 3 novembre 2017 sur The CW
- France : 1er juillet 2018 sur Teva
- Québec : 13 juillet 2018 sur Club Illico

- États-Unis : 650 000 téléspectateurs[6] (première diffusion)

### Épisode 5:Ma remplaçante
- États-Unis : 10 novembre 2017 sur The CW
- France : 1er juillet 2018 sur Teva
- Québec : 13 juillet 2018 sur Club Illico

- États-Unis : 660 000 téléspectateurs[7] (première diffusion)

### Épisode 6:Mon diagnostic
- États-Unis : 17 novembre 2017 sur The CW
- France : 1er juillet 2018 sur Teva
- Québec : 13 juillet 2018 sur Club Illico

- États-Unis : 660 000 téléspectateurs[8] (première diffusion)

### Épisode 7:Chez le père de mon amie
- États-Unis : 8 décembre 2017 sur The CW
- France : 8 juillet 2018 sur Teva
- Québec : 13 juillet 2018 sur Club Illico

- États-Unis : 630 000 téléspectateurs[9] (première diffusion)

### Épisode 8:Mon aide précieuse
- États-Unis : 5 janvier 2018 sur The CW
- France : 8 juillet 2018 sur Teva
- Québec : 13 juillet 2018 sur Club Illico

- États-Unis : 690 000 téléspectateurs[10] (première diffusion)

### Épisode 9:Ma rupture à l'amiable
- États-Unis : 12 janvier 2018 sur The CW
- France : 8 juillet 2018 sur Teva
- Québec : 13 juillet 2018 sur Club Illico

- États-Unis : 660 000 téléspectateurs[11] (première diffusion)

### Épisode 10:Mes hormones
- États-Unis : 26 janvier 2018 sur The CW
- Québec : 13 juillet 2018 sur Club Illico
- France : 15 juillet 2018 sur Teva

- États-Unis : 650 000 téléspectateurs[12] (première diffusion)

### Épisode 11:Mon aventure secrète
- États-Unis : 2 février 2018 sur The CW
- Québec : 13 juillet 2018 sur Club Illico
- France : 15 juillet 2018 sur Teva

- États-Unis : 620 000 téléspectateurs[13] (première diffusion)

### Épisode 12:Trent?!
- États-Unis : 9 février 2018 sur The CW
- Québec : 13 juillet 2018 sur Club Illico
- France : 15 juillet 2018 sur Teva

- États-Unis : 600 000 téléspectateurs[14] (première diffusion)

### Épisode 13:Ma culpabilité
- États-Unis : 16 février 2018 sur The CW
- Québec : 13 juillet 2018 sur Club Illico
- France : 15 juillet 2018 sur Teva

- États-Unis : 600 000 téléspectateurs[15] (première diffusion)